# Горное (Айыртауский район)
Горное (каз. Горное) — село в Айыртауском районе Северо-Казахстанской области Казахстана. Входит в состав Арыкбалыкского сельского округа. Код КАТО — 593235200.

## Население
В 1999 году население села составляло 239 человека (116 мужчин и 123 женщины). По данным переписи 2009 года, в селе проживало 202 человека (93 мужчины и 109 женщин).